# أمين أبو خاطر
أمين أبو خاطِر (1854 - 1922) طبيب وكاتب لبناني.

## حياته
هو أمين بن إلياس بن بطرس بن يوسف الملقب بأبي خاطر، ولد عام 1854 في زحلة. تعلم في الكلية الأمريكية ببيروت. وهاجر إلى مصر، فسكن القاهرة وتوفي بها  يوم 8 ديسمبر 1922.

## مؤلفاته
له مقالات في مجلة المقتطف وجرائد مصر واشترك مع داود أبي شعر في تأليف مغني اللبيب عن الطبيب. له أيضاً رواية استير.